# Die Glocke (film)
Die Glocke è un film muto del 1917 scritto e diretto da Franz Hofer.

## Produzione
Il film fu prodotto dalla Bayerische Film-Vertriebs-GmbH (München).

## Distribuzione
Venne distribuito in sala nel settembre 1917.